# Thelyconychia vicinalis
Thelyconychia vicinalis là một loài ruồi trong họ Tachinidae.